# KRDY
KRDY (1160 Rádio AM) é uma estação de rádio em San Antonio, Texas. A estação é de propriedade da Relevant Radio, Inc. e é afiliada de sua rede de conversas católicas. O transmissor está fora da Braun Road, perto do Loop 1604, em San Antonio.